# Condado de Real de Manzanares
El condado de Real de Manzanares es un título nobiliario español otorgado a favor de Íñigo López de Mendoza y de la Vega, el 8 de agosto de 1445 por el rey Juan II de Castilla, de la dinastía de los Trastámara, junto con el marquesado de Santillana, por su actuación destacada en la batalla de Olmedo.

## Denominación
Su nombre se refiere a la villa de El Real de Manzanares, en la comunidad de Madrid.

## Historia de los condes de Real de Manzanares
- Ínigo López de Mendoza y de la Vega, (Carrión de los Condes, Palencia, 19 de agosto de 1398-Guadalajara, 25 de marzo de 1458), i conde de Real de Manzanares y i marqués de Santillana y señor de Hita y Buitrago, fue un destacado militar y poeta del Prerrenacimiento.

Casó en 1412 con Catalina Suárez de Figueroa, hija del fallecido maestre de Orden de Santiago, Lorenzo I Suárez de Figueroa. Le sucedió su hijo:
- Diego Hurtado de Mendoza y Suárez de Figueroa, ii conde del Real de Manzanares, marqués de Santillana y duque del Infantado, (grande de España). Al ii conde se debió la edificación del Castillo de Manzanares el Real, en estilo gótico isabelino, en 1475 por siendo su autor Juan Guas, el arquitecto de los Reyes Católicos. Casó por vez primera con Brianda de Luna, hija de Juan Hurtado de Mendoza y Castilla, señor de Morón, Gormaz y Mendivil, y de su esposa María de Luna, señora de Junquera, y por segunda vez con Isabel Henriques de Noronha. Le sucedió, de su primer matrimonio, su hijo primogénito:

- Íñigo López de Mendoza y Luna, iii conde del Real de Manzanares, ii duque del Infantado, grande de España, (1438-1500), nació y murió en Guadalajara.

Casó en 1460 con María de Luna, hija única y heredera de Álvaro de Luna, enemigo del marqués de Santillana, uniendo las fortunas de ambas casas y acrecentando sus dominios. Le sucedió su hijo:
- Diego Hurtado de Mendoza de la Vega y Luna "El Grande", (1461-1531), iv conde del Real de Manzanares, iii duque del Infantado, grande de España, iv marqués de Santillana, iii conde de Saldaña y señor de Mendoza, de Hita y Buitrago. Le sucedió su hijo:

- Iñigo López de Mendoza y Pimentel, (9 de diciembre de 1493-17 de septiembre de 1566), v conde del Real de Manzanares, iv duque del Infantado, grande de España, v conde de Saldaña, iv marqués de Argüeso, iv marqués de Campóo, v marqués de Santillana, señor de Mendoza, señor de Hita y señor de Buitrago.

Casó en 1514 con Isabel de Aragón, sobrina del rey Fernando el Católico. Le sucedió su nieto paterno:
- Íñigo López de Mendoza (1536-1601), vi conde del Real de Manzanares, v duque del Infantado, grande de España. Heredó de su abuelo paterno sus títulos debido a que su padre, el primogénito y heredero llamado Diego Hurtado de Mendoza (1520-1560), murió antes que su padre. Le sucedió su hija:

- Ana de Mendoza de la Vega y Luna, (1554-1633), vii condesa del Real de Manzanares, vi duquesa del Infantado, grande de España y vii marquesa de Santillana. Le sucedió su nieto materno:

- Rodrigo Díaz de Vivar Sandoval y Mendoza (1614-1657), viii conde del Real de Manzanares y vii duque del Infantado, grande de España. Quedó huérfano de madre a los cinco años y fue heredero de su abuela materna Ana de Mendoza de la Vega y Luna, quien ante la necesidad de ingresos cambió permanentemente la residencia de Guadalajara a la Corte de Madrid, abandonando a su suerte al Palacio del Infantado.

Casó en 1630 con María de Silva y Guzmán, hija del iii duque de Pastrana y hermana del iv. Le sucedió su hija:
- Catalina Gómez de Sandoval y Mendoza (1616-1686), ix condesa del Real de Manzanares, viii duquesa del Infantado, grande de España al morir en 1657 su hermano, el vii duque.

Casó en 1630 con Rodrigo Díaz de Vivar de Silva y Mendoza, IV duque de Pastrana. Le sucedió su hijo:
- Gregorio de Silva y Mendoza, (24 de abril de 1649-1 de septiembre de 1693), x conde del Real de Manzanares, ix duque del Infantado, grande de España, vii duque de Lerma, grande de España, vi duque de Francavilla, v duque de Estremera, grande de España, v duque de Pastrana, grande de España, marqués del Cenete, grande de España, príncipe di Melito, príncipe de Eboli, vii marqués de Cea, marqués de Santillana, marqués de Algecilla, marqués de Almenara, marqués de Argüeso, marqués de Campoo, conde de Saldaña, conde del Cid, conde de Mandajona, conde de Miedes, gran justiciero del Reino de Nápoles, regidor perpetuo de Simancas, Zurita y Tordesillas.

Casó el 15 de agosto de 1666 con María de Haro y Guzmán (1644-1693/94), hija de Luis Méndez de Haro Guzmán y Sotomayor de la Paz, VI marqués del Carpio y de Catalina Fernández de Córdoba y Aragón, de los V duques de Segorbe. Padres entre otros de:
- Juan de Dios Silva y Mendoza, (13 de noviembre de 1672-9 de diciembre de 1737), xi conde del Real de Manzanares, x duque del Infantado, grande de España, vi duque de Pastrana, grande de España, duque de Lerma grande de España, duque de Estremera grande de España, marqués del Cenete grande de España, xi marqués de Santillana, duque de Francavilla, viii marqués de Cea, príncipe de Melito, príncipe de Eboli, marqués de Algecilla, marqués de Almenara, marqués de Argüeso, marqués de Campoo, conde de Saldaña, conde del Cid, gran justiciero del reino de Nápoles, gentilhombre de cámara con ejercicio.

Casó el 7 de septiembre de 1704 con María Teresa de los Ríos, hija de Francisco Diego Gutiérrez de los Ríos y Guzmán de los Ríos, iii duque de Fernán Núñez y de Catalina Zapata de Mendoza Silva de los iii condes de Barajas. Le sucedió su hija:
- María Francisca de Silva Mendoza y Sandoval o María Francisca de Silva y Gutiérrez de los Ríos, que en vida se hacía llamar María Teresa de Silva Hurtado de Mendoza y Sandoval de la Vega y Luna, (1707-1770), xii condesa del Real de Manzanares, xi duquesa del Infantado grande de España, vii duquesa de Pastrana grande de España, ix duque de Lerma grande de España, vii duquesa de Estremera grande de España, marquesa de Sanillana.

Casó en 1724 con Miguel de Toledo (m. 1734), x marqués de Távara grande de España y viii conde de Villada. Le sucedió su hijo:
- Pedro Alcántara Álvarez de Toledo y Silva, (1729-1790), xiii conde del Real de Manzanares y xii duque del Infantado grande de España y heredero también de los títulos de duque de Lerma, duque de Pastrana, etc.

Casó en 1758 con la aristócrata austro-alemana princesa María Ana de Salm-Salm. Le sucedió su hijo:
- Pedro de Alcántara de Toledo y Salm-Salm, (1768-1841), xiv conde del Real de Manzanares, xiii duque del Infantado grande de España, duque de Pastrana grande de España, x duque de Lerma grande de España, marqués del Cenete grande de España, xi marqués de Távara grande de España, xiii marqués de Santillana, ix conde de Villada, conde de Saldaña, príncipe de Eboli, príncipe de Melito. No contrajo matrimonio pero tuvo un hijo y dos hijas, sobreviviéndole Manuel y Sofía, hijos de Manuela Lesparre, a los que legitimó. Por la reforma de 1836 solo la mitad de los antiguos mayorazgos debía ir a una sola sucesión y la otra mitad quedaba libre, dejó a su hijo mayor Manuel de Toledo Lesparre, legitimado en 1825, como heredero universal de sus bienes libres debido a la temprana muerte de su hermana. El resto fue a su sobrino-nieto Pedro de Alcántara Tellez Girón y Beaufort (1810-1844), xi Duque de Osuna, conde de Benavente y ahora xiv duque del Infantado. Su testamento fue impugnado y constituyó el juicio de testamentaría nobiliaria más importante del siglo XIX. Manuel de Toledo llegaría a ser, con el tiempo y diferentes pleitos, duque de Pastrana.

- Pedro de Alcántara Tellez-Girón y Beaufort Spontin, (1810-1844), hijo de Francisco de Borja Téllez-Girón y Alonso Pimentel, xiii duque de Benavente, x duque de Osuna, duque de Béjar, duque de Gandía, duque de Arcos, etc. y de María Francisca de Beaufort Spontin y Toledo. Pedro fue, entre sus muchos títulos, xv conde del Real de Manzanares y xiv duque del Infantado grande de España.

Murió soltero, sin descendientes, por lo que le heredó en todos sus numerosos títulos su hermano:
- Mariano Téllez-Girón y Beaufort Spontin (1814-1882), xvi conde del Real de Manzanares, xvi duque de Gandía grande de España, xv duque del Infantado grande de España, xv duque de Béjar grande de España, xv duque de Plasencia grande de España, xiv duque de Medina de Rioeco grande de España, xiv duque de Arcos grande de España, xii duque de Mandas y Villanueva grande de España, xvii conde y xiv duque de Benavente grande de España, xii duque de Osuna grande de España, xii duque de Lerma grande de España, xii duque de Francavilla, etc.

Casó con la princesa María Eleonora zu Salm-Salm. Sin descendientes. A la muerte del xv duque del Infantado, sus numerosos títulos acumulados (39) fueron repartidos entre varios de sus familiares, algunos de ellos, lejanos, ya que la Corona no vio con buenos ojos que una sola persona poseyera tantos títulos y tantas posesiones. El marquesado de Real de Manzanares fue adjudicado a:
- Andrés Avelino de Arteaga y Silva, (1833-1915), xvii conde del Real de Manzanares, xvi duque del Infantado grande de España, xiii marqués de Estepa grande de España, xi marqués de Ariza grande de España, x conde de la Monclova grande de España, xvii marqués de Santillana, xvi marqués de Argüeso, xiv marqués de La Guardia, vi marqués de Valmediano), xiv marqués de Cea, xii marqués de Armunia, xix conde de Saldaña (por rehabilitación a su favor en 1893), conde de Corres, x conde de Santa Eufemia.

Casó con María de Belén Echagüe y Méndez de Vigo, hija de Rafael Echagüe y Bermimgham, i conde del Serrallo. Le sucedió su hijo:
- Joaquín Ignacio de Arteaga y Echagüe, (1870-1947), xviii conde del Real de Manzanares, xvii duque del Infantado grande de España, xiv marqués de Estepa grande de España, xii marqués de Ariza grande de España, xi conde de la Monclova grande de España, xiii marqués de Armunia, xviii marqués de Santillana, x marqués de Laula (por rehabilitación a su favor en 1913), ix marqués de Monte de Vay (por rehabilitación en 1913), xii marqués de Vivola, xv marqués de Cea, viii marqués de Valmediano, xi marqués de la Eliseda (por rehabilitación a su favor en 1921), x marqués de Santa Eufemia, v conde de Corres, xi conde de Santa Eufemia, xx conde de Saldaña, xv conde del Cid (por rehabilitación a su favor en 1921).

Casó con Isabel Falguera y Moreno, iii condesa de Santiago. Le sucedió su hijo:
- Íñigo de Arteaga y Falguera, (1905-1987), xix conde del Real de Manzanares, xviii duque del Infantado grande de España, xiv duque de Francavilla grande de España, xv marqués de Estepa (grande de España, xiii marqués de Ariza grande de España, xi conde de la Monclova grande de España, xxiii señor de la Casa de Lazcano grande de España, xiv marqués de Armunia, xix marqués de Santillana, x marqués de Monte de Vay, xiii marqués de Vivola, xvi marqués de Cea, ix marqués de Valmediano, xi marqués de Santa Eufemia, vi conde de Corres, xii conde de Santa Eufemia, xxi conde de Saldaña, xvii conde del Cid, V conde del Serrallo, iv conde de Santiago, almirante de Aragón.

Casó en primeras nupcias con Ana Rosa Martín y Santiago-Concha, hija de Antonio Martín y Montís, iii marqués de Linares. Contrajo un segundo matrimonio con María Cristina de Salamanca y Caro, vii condesa de Zaldívar. Sin descendientes. Le sucedió, de su primer matrimonio, su hijo:
- Íñigo de Arteaga y Martín, (1941-2018), xx conde del Real de Manzanares grande de España, xix duque del Infantado grande de España, xiv marqués de Ariza grande de España, xii conde de la Monclova grande de España, xxiv señor de la Casa de Lazcano grande de España, xx marqués de Santillana, xvii marqués de Cea, xv marqués de Armunia, xiv marqués de Monte de Vay, xiii marqués de Laula, ix marqués de Valmediano, xxii conde de Saldaña, vii conde de Corres, V conde de Santiago, xxiii almirante de Aragón.

Casó con María de la Almudena del Alcázar y Armada, hija de Juan Bautista del Alcázar y de la Victoria, vii conde de los Acevedos y de Rafaela Armada y Ulloa, hija del vii conde de Revillagigedo. Le sucedió su hija:
- María de la Almudena de Arteaga y del Alcázar, xxi condesa del Real de Manzanares grande de España.[1]